# 保罗·范多伦
保罗·范多伦（英語：Paul Van Doren，1930年6月12日—2021年5月6日）是美国企业家，他是美国制鞋品牌范斯的联合创始人之一。

## 早年境况
保罗·范多伦出生与一个四口之家，家里共有两个孩子；父亲约翰逊·范多伦（Johnson Van Doren）是一个发明家，而母亲蕾娜·范多伦（Rena Van Doren）则是一名女裁缝。
保罗在念八年级的时候辍学了，而当时他才14岁。失学的他对马产生了浓厚兴趣，因此每天都去赛马场，而在那儿也有了他的第一个绰号“荷兰离合器（Dutch the Clutch）”。但在他母亲的要求下，保罗还是前往一家鞋厂工作。

## 个人生活
保罗·范多伦有五个孩子：小保罗（Paul Jr.）、史蒂夫（Steve）、谢丽尔（Cheryl）、塔菲（Taffy）和珍妮（Janie）。史蒂夫目前是范斯的活动与营销副总裁，而谢丽尔则是范斯的人力资源副总裁。
保罗·范多伦于2021年5月6日辞世，享耆壽90岁。他的回忆录《真迹（Authentic）》在他去世前9天出版。